# Mabel Cheung
Mabel Cheung (en chino: 張婉婷, nacida el 17 de noviembre de 1950) es una directora de cine y actriz de Hong Kong. 

## Carrera
Sus películas como directora incluyen la "trilogía de la migración", que consta de las cintas Illegal Immigrant (1985), An Autumn's Tale (1987) y Eight Taels of Gold (1989). The Soong Sisters (1997) marca otro momento álgido en su carrera como directora. Las cuatro películas fueron hechas en colaboración con el escritor Alex Law. En 1991 actuó en la película de comedia y acción Twin Dragons, protagonizada por el popular actor y experto en artes marciales Jackie Chan. En 2003 se involucró nuevamente con el actor, esta vez dirigiendo el documental Traces of a Dragon: Jackie Chan & His Lost Family, en el que relata la dura niñez del actor y los inconvenientes familiares que tuvo en esa época.

## Vida personal
Tiene una relación amorosa con su compañero de trabajo Alex Law desde 1986. La pareja se conoció por primera vez como compañeros de clase en la Universidad de Nueva York.

## Filmografía
- 2015 - A Tale of Three Cities
- 2010 - Echoes of the Rainbow
- 2003 - Traces of a Dragon: Jackie Chan & His Lost Family
- 2001 - Beijing Rocks
- 1998 - City of Glass
- 1997 - The Soong Sisters
- 1992 - Now You See Love, Now You Don't
- 1991 - The Banquet
- 1991 - Twin Dragons
- 1989 - Eight Taels of Gold
- 1988 - Painted Faces
- 1987 - An Autumn's Tale
- 1985 - Illegal Immigrant